# Joel Font Coma
Pour les articles homonymes, voir Coma (homonymie).
 (octobre 2022).
Si vous disposez d'ouvrages ou d'articles de référence ou si vous connaissez des sites web de qualité traitant du thème abordé ici, merci de compléter l'article en donnant les références utiles à sa vérifiabilité et en les liant à la section « Notes et références ».
Joel Font Coma (21 décembre 1966 - ) est un homme politique andorran.
Il est membre du Parti libéral d'Andorre.